# Xenopus victorianus
Xenopus victorianus — вид южноафриканской водной лягушки рода шпорцевые лягушки.
Обитает в водных биотопах восточной части Демократической Республики Конго и Южного Судана, Уганды, Кении, Руанды, Бурунди и Танзании. Однако из-за путаницы с Xenopus laevis точное распространение вида остаётся неясным.
Xenopus victorianus встречается во всех типах водных местообитаний, за исключением крупных рек и водоёмов с хищными рыбами. Он наиболее многочислен в эвтрофных водоёмах. Размножается в воде, но, по-видимому, только в стоячей. Это оппортунистический вид, обладающий высоким потенциалом для колонизации вновь создаваемых водоёмов. Это очень многочисленный и легко адаптирующийся вид, не подвергающийся серьёзным угрозам.